# کارل مانهایم
کارل مانهایم (به انگلیسی: Karl Mannheim)؛ (۲۷ مارس ۱۸۹۳ در بوداپست – ۱۹ ژانویه ۱۹۴۷ در لندن) فیلسوف و جامعه‌شناس مجاری‌الاصل است. کتاب ایدئولوژی و اتوپیا او در جامعه‌شناسی معرفت شهرت دارد و بسیاری او را مؤسس این رشته می‌دانند.

## علت شهرت
وی سهم پراهمیت و ماندگاری در رشته جامعه‌شناسی دارد، شهرت عمده وی به سبب پدید آوردن یکی از زیرشاخه‌های اصلی جامعه‌شناسی، یعنی جامعه‌شناسی شناخت است.

## زندگی‌نامه
مانهایم در ۱۸۹۳ در بوداپست از پدری آلمانی و مادری اصالتاً مجاری زاده شد که هر دو یهودی بودند. برای تحصیلات دانشگاهی به فرایبورگ و هایدلبرگ و نهایتاً پاریس رفت. در طول تحصیلش در بوداپست و هایدلبرگ با یولیسما لانگ آشنا شد و نهایتاً در ۱۹۲۱ با او ازدواج کرد. وی رسالهٔ دکتری خود را دربارهٔ «تحلیل ساختاری شناخت» نوشت. از استادان مشهور او می‌توان به گئورگ لوکاچ، گئورگ زیمل، بلا زالای و امیل لاسک اشاره کرد.
در سال ۱۹۲۵ او استاد خصوصی (به آلمانی: Privatdozent) دانشگاه هایدلبرگ و در سال ۱۹۲۹ نیز استاد جامعه‌شناسی و اقتصاد دانشگاه فرانکفورت بود. در ۱۹۳۳ به لندن مهاجرت کرد و تا آخر عمر آنجا ماند. در لندن ابتدا به مدرسه اقتصاد لندن و سپس مؤسسهٔ تعلیم و تربیت دانشگاه لندن رفت. در ۱۹۴۶ استاد کرسی علوم تربیت در این دانشگاه شد و یکسال بعد درگذشت.

## مرگ

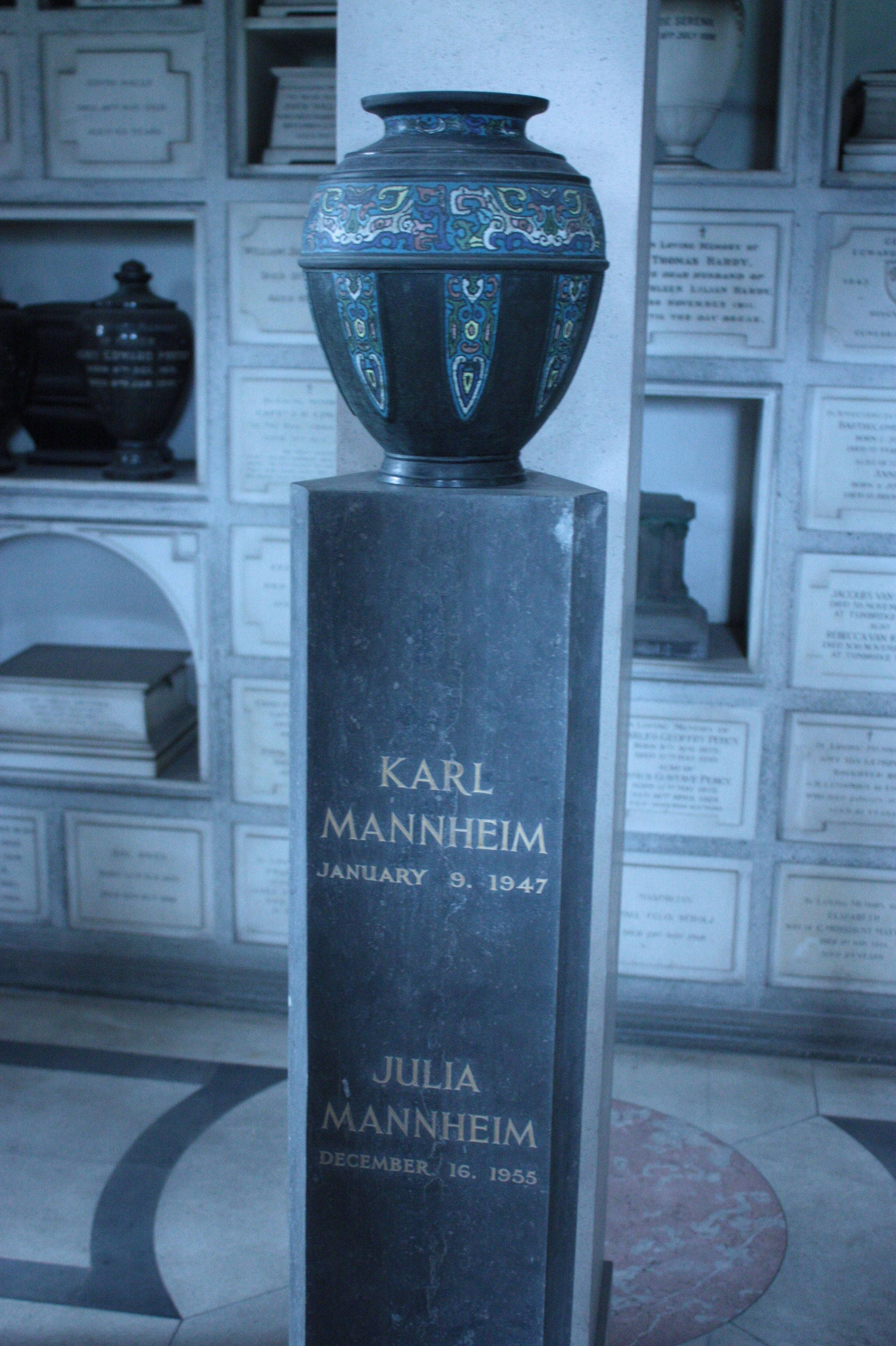
بنای یادبود کارل مانهایم در مرکز پیکرسوزی گلدرز گرین

مانهایم در ۵۳ سالگی در ۹ ژانویه ۱۹۴۷ به سبب ضعف مادرزادی قلب در لندن درگذشت. اندکی قبل از مرگش از او به عنوان رئیس سازمان اروپایی یونسکو دعوت شد، پیشنهادی که متأسفانه نتوانست آن را بپذیرد. او در پیکرسوزی گولدرز گرین و خاکستر او را در کولوباریوم در یک کوزه قرار دادند که بعدها با خاکستر همسرش مخلوط شد. او ابتدا در برابر زیگموند فروید به عنوان یک جفت برنامه ریزی شده قرار گرفت ولی فروید بعدها جابجا شد.

## اندیشه
مانهایم از 1915 تا سال 1918 از اعضای فعال گروه حلقه یکشنبه لوکاچ بود، و در همین دوران بود که بسیاری از ایده‌هایش درباره وضعیت فرهنگ، برای نخستین‌بار شکل گرفتند.
مانهایم تحت تأثیر اندیشه‌های مارکس و همچنین هگل و دیلتای بود. کتاب ایدئولوژی و اتوپیا در دورهٔ اوج نفوذ مارکسیسم در بین سال‌های ۱۹۲۹ تا ۱۹۳۱ به‌صورت مقالاتی نگاشته شد. وی در اواخر عمر به تدریج از مارکسیسم فاصله گرفت و به مسیحیت نزدیک شد. او معتقد بود می‌توان از ابزارهای غیر انقلابی نظیر آموزش و پرورش برای تحقق جامعه‌ای بهتر یاری گرفت.
از نظر مانهایم آگاهی انسان تحت تأثیر پایگاه اجتماعی او قرار دارد و این تأثیر باید مورد توجه نظریهٔ جدید شناخت قرار گیرد. تأثیر این موارد حتی تا ساخت مقولات فاهمه نیز گسترش دارد و از این نظر او معتقد بود شناخت‌شناسی کانتی در نظام علمی جدید پاسخگو نیست.

## میراث
نظریه‌پردازی جامعه‌شناختی مانهایم موضوع مطالعات متعدد کتاب بوده است که شواهدی از علاقه بین‌المللی به موضوعات اصلی اوست. مانهایم نویسنده هیچ اثری نبود که خودش آن را به صورت یک کتاب تمام نماید بلکه حدود پنجاه مقاله و رساله عمده داشت که بعدها بیشتر به صورت کتاب منتشر شد.